# Niesaß (Lauterhofen)
Niesaß ist ein Gemeindeteil des Marktes Lauterhofen im Landkreis Neumarkt in der Oberpfalz. Es handelt sich um einen Weiler mit fünf Häusern.
Kirchlich gehört Niesaß zur Pfarrei Lauterhofen im Dekanat Habsberg.
Am 1. Juli 1972 wurden Brunn mit Fischermühle, Hadermühle, Hansmühle, Inzenhof, Marbertshofen, Niesaß und Schweibach nach Lauterhofen eingemeindet, während Bärnhof, Brünnthal und Mennersberg nach Kastl eingegliedert wurden. Einziges Denkmal ist die Dorfkapelle St. Maria. Es handelt sich um einen Satteldachbau von 1893.